# 로리 메인
로리 메인(Laurie Main, 1922년 11월 29일 ~ 2012년 2월 8일)은 오스트레일리아의 배우이다.
멜버른에서 태어났으며 로스앤젤레스에서 사망하였다.

## 출연 작품
- 못말리는 로빈 훗 (1993년)
- 나의 사랑 쇼우퍼 (1986년)
- 위대한 명탐정 바실 (1986년)
- 타잔 - 마일스 오키프 편 (1981년)
- 사랑은 선율을 타고 (1980, The Competition)
- 미래의 추적자 (1979년)
- 블랙 뷰티 (1978년)
- 허비 - 몬테카를로에 가다 (1977년)
- 프리키 프라이데이 (1976년)
- 세계에서 가장 힘센 남자 (1975년)
- 온 어 클리어 데이 유 캔 씨 포에버 (1970년)
- 밀애 (1970년)
- 타겟 해리 (1969년)
- 털보 가족 (1966년)
- 아이드 래더 비 리치 (1964년)
- 오페라의 유령 (1962년)

### 텔레비전
- 호간의 영웅들 (1966-69)
- 아내는 요술쟁이 (1967-71)